# Chaturbate
Chaturbate — веб-сайт для взрослых, на котором представлены живые выступления веб-камер от отдельных моделей и пар, которые обычно демонстрируют обнаженность и сексуальную активность — от стриптиза и эротических разговоров до мастурбации с помощью секс-игрушек, которые часто бывают весьма откровенными. Сайт разделен на пять категорий: женские камеры, мужские камеры, парные камеры, трансгендерные камеры и шпионские шоу.
«Chaturbate» — это слияние слов «чат» и «мастурбация». Зрителям разрешено смотреть бесплатно (за исключением приватных шоу), но они платят деньги в виде «чаевых», чтобы увидеть определенные сексуальные действия. Сам сайт получает доход, забирая примерно 40% от заработка исполнителей. Chaturbate генерирует доход от аудитории, когда они покупают токены с помощью своих кредитных карт.
По состоянию на июнь 2020 года сайт занимает 49-е место в глобальном рейтинге Alexa и является крупнейшим сайтом для взрослых, конкурируя с европейскими BongaCams и LiveJasmin. По оценкам, каждый месяц сайт посещают около 4,1 миллиона уникальных посетителей. Исполнители могут зарабатывать деньги, получая чаевые. Каждый токен Chaturbate стоит $0.05, а модель должна заработать не менее $50.00 для получения оплаты.